# Bennettisca amynas
Bennettisca amynas är en stekelart som beskrevs av John S. Noyes 2004. Bennettisca amynas ingår i släktet Bennettisca och familjen sköldlussteklar.
Artens utbredningsområde är:
- Costa Rica.
- Ecuador.
- Venezuela.

Inga underarter finns listade.